# Gymnastikos Syllogos Amarousiou
O Gymnastikos Syllogos Amarousiou (em grego:  Γυμναστικός Σύλλογος Αμαρουσίου), conhecido também como Maroussi BC é um clube de basquetebol baseado em Marusi, Atenas, Grécia que atualmente disputa a Liga A2. Manda seus jogos nos Maroussi Saint Thomas com capacidade para 2.000 espectadores.

## Histórico de Temporadas
| Temporada | Nível | Liga    | Pos. | J     | PL  | Resultado         | Copa da Grécia | Competições internacionais             |
| --------- | ----- | ------- | ---- | ----- | --- | ----------------- | -------------- | -------------------------------------- |
| 1999-00   | 1     | Liga A1 | 10   | 11-15 | 0-2 | Oitavas de finais |                | 3 Copa Korać QF                        |
| 2000-01   | 1     | Liga A1 | 8    | 11-15 |     |                   |                | 2 Copa Saporta C                       |
| 2001-02   | 1     | Liga A1 | 7    | 13-13 |     |                   | Finalista      | 3 Copa Korać SF                        |
| 2002-03   | 1     | Liga A1 | 6    | 14-12 | 1-2 | Quartas de finais |                | 4 FIBA Copa dos campeões da Europa 1ªF |
| 2003-04   | 1     | Liga A1 | 2    | 21-5  | 4-4 | Finalista         |                | 3 Liga Europa FN                       |
| 2004-05   | 1     | Liga A1 | 2    | 19-7  | 3-4 | 3º colocado       |                |                                        |
| 2005-06   | 1     | Liga A1 | 3    | 17-9  | 4-4 | Semifinalista     | Finalista      | 3 FIBA Eurocopa QF                     |
| 2006-07   | 1     | Liga A1 | 8    | 11-15 | 0-2 | Quartas de finais |                | 3 FIBA Eurocopa 2ªF                    |
| 2007-08   | 1     | Liga A1 | 6    | 13-13 | 4-4 | Semifinais        |                | 3 FIBA Eurocopa 2ªE                    |
| 2008-09   | 1     | Liga A1 | 4    | 17-9  | 2-3 | Semifinais        |                | 2 EuroCopa R16                         |
| 2009-10   | 1     | Liga A1 | 3    | 19-7  | 2-3 | Semifinais        |                | 2 EuroLiga T16                         |
| 2010-11   | 1     | Liga A1 | 5    | 13-13 | 1-2 | Quartas de finais |                |                                        |
| 2011-12   | 1     | Liga A1 | 13   | 1-23  |     | Rebaixado         |                |                                        |
| 2012-13   | 3     | Liga B  | 5    | 12-12 |     |                   |                |                                        |
| 2013-14   | 3     | Liga B  | 7    | 14-12 |     |                   |                |                                        |
| 2014-15   | 3     | Liga B  | 14   | 5-21  |     | Rebaixado         |                |                                        |
| 2015-16   | 4     | Liga C  | 2    | 20-6  |     | Promovido         |                |                                        |
| 2016-17   | 3     | Liga B  | 2    | 21-9  |     | Promovido campeão |                |                                        |
| 2017-18   | 2     | Liga A2 |      |       |     |                   |                |                                        |

fonte:«eurobasket.com». basketball.eurobasket.com

## Títulos

### Liga A1
- Finalista (1):2003-04

### Copa da Grécia
- Finalista (2):2001-02, 2005-06

### Liga A2 (segunda divisão)
- Campeão (2):1970-71, 1976-77

### FIBA Copa Saporta
- Campeão (1):2000-01

### FIBA Liga da Europa
- Finalista (1):2003-04

## Jogadores notáveis
- Giorgos Bartzokas
- Marios Batis
- Nikos Boudouris
- Pat Calathes
- Kostas Charalampidis
- Nikos Darivas
- Giorgos Diamantopoulos
- Alexis Falekas
- Andreas Glyniadakis
- Kostas Kaimakoglou
- Giorgos Karagkoutis
- Fanis Koumpouras
- John Korfas
- Angelos Koronios
- Alexis Kyritsis
- Nikos Liakopoulos
- Dimitris Marmarinos
- Dimitris Mavroeidis
- Loukas Mavrokefalidis
- Igkor Milosevits
- Makis Nikolaidis
- Pete Papachronis
- Michalis Pelekanos
- Grigorios Rallatos
- Vassilis Spanoulis
- Tzanis Stavrakopoulos
- Vangelis Vourtzoumis
- Anatoly Zourpenko
- Pavlos Xydas
- Spyros Panteliadis
- Roderick Blakney
- Vasco Evtimov
- Jared Homan
- Ivan Grgat
- Bill Phillips
- Stephen Arigbabu
- Michael Koch
- Pat Burke
- Renaldas Seibutis
- Blagota Sekulić
- Nikolay Padius
- Branko Milisavljević
- Stevan Nađfeji
- Oliver Popović
- Aleksandar Smiljanić
- Mark Dickel
- Levon Kendall
- Danya Abrams
- Ashraf Amaya
- Travon Bryant
- Marty Conlon
- Jamon Gordon
- Andre Hutson
- Billy Keys
- Erik Meek
- Jimmy Oliver
- Craig Robinson
- Dickey Simpkins
- Larry Stewart
- Donell Taylor
- Chris Thomas
- Andy Toolson
- Henry Turner

## Treinadores
- Panagiotis Giannakis
- Vangelis Alexandris
- Soulis Markopoulos
- Kostas Petropoulos
- Giorgos Bartzokas
- Nikos Linardos
- Kostas Keramidas
- Darko Russo